# Clemson (lớp tàu khu trục)
Lớp tàu khu trục Clemson là một nhóm 156 tàu khu trục được Hải quân Hoa Kỳ chế tạo vào cuối Chiến tranh Thế giới thứ nhất và đã phục vụ cho đến hết Chiến tranh Thế giới thứ hai. Lớp này là một phiên bản thiết kế lại của lớp tàu khu trục Wickes dẫn trước với những thay đổi nhỏ, và là những tàu khu trục sàn phẳng cuối cùng trước Thế Chiến II được Hoa Kỳ chế tạo. Cho đến khi xuất hiện lớp Fletcher, Clemson là lớp tàu khu trục với số lượng nhiều nhất từng đưa ra hoạt động cùng Hải quân Mỹ; chúng được biết đến với tên lóng "tàu bốn ống khói" ("four-stacker", "four-piper").

## Thiết kế
Như cuối cùng được chế tạo, thiết kế của lớp Clemson chỉ là sự mở rộng thuần túy dựa trên lớp Wickes. Trong khi lớp tàu khu trục dẫn trước có thành tích phục vụ tốt, vẫn có mong muốn chế tạo một lớp chuyên cho vài trò chống tàu ngầm, cũng như nhiều nghiên cứu thiết kế đề xuất một tầm xa hoạt động tốt hơn. Các thiết kế này bao gồm giảm tốc độ xuống còn giữa 26 kn (48 km/h) và 28 kn (52 km/h), tiết kiệm tải trọng để mang theo mìn sâu và thêm nhiên liệu.

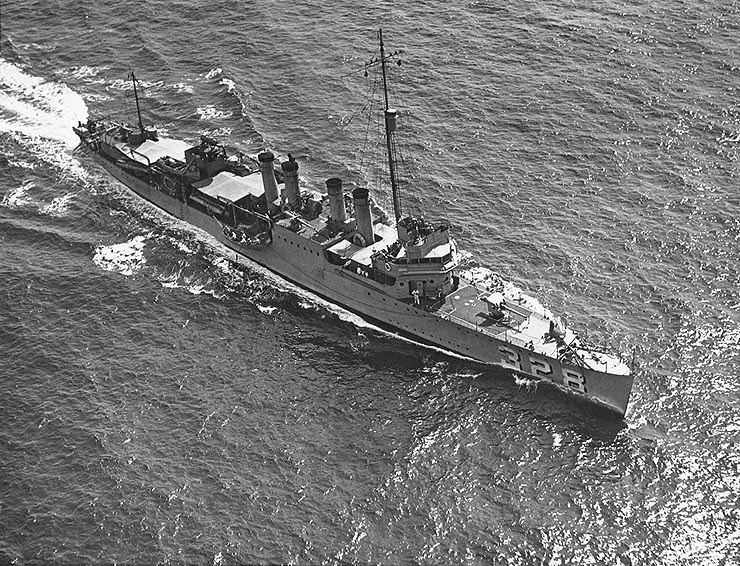
Nhìn toàn cảnh chiếc USS Lamson (DD-328).

Việc nâng cấp dàn pháo từ 4 in (100 mm) lên 5 in (130 mm) cũng được xem xét; ngoài ra đuôi tàu kiểu vuốt thon trên lớp Wickes đưa đến sự gia tăng đường kính lượn vòng cũng được đưa ra và tìm cách giải quyết. Nhưng cuối cùng, Ủy ban Tướng lĩnh Hải quân quyết định phải giữ lại tốc độ 35 kn (65 km/h) nhằm cho phép sử dụng lớp Clemson như những tàu hộ tống hạm đội. Áp lực cần phải có ngay tàu khu trục đã loại bỏ mọi sự thay đổi so với lớp Wickes dẫn trước, vốn có thể làm chậm việc sản xuất. Các thùng nhiên liệu cánh được trang bị hai bên mạn tàu để gia tăng tầm xa hoạt động. Lựa chọn thiết kế như vậy có nghĩa là nhiên liệu phải được chứa bên trên mực nước làm, tăng sự mong manh trong chiến đấu, nhưng Hải quân cho rằng tầm hoạt động 4.500 nmi (8.300 km) xứng đáng để chấp nhận sự rủi ro. Các cải tiến bổ sung bao gồm khả năng nâng cấp lên pháo 5 in (130 mm) trong tương lai, bánh lái mở rộng để giúp làm giảm đường kính lượn vòng, và một cặp pháo 3 in (76 mm) phòng không trên sàn tàu.
Giống như lớp dẫn trước, đuôi tàu kiểu vuốt thon vốn được thiết kế để thả mìn sâu, ngập vào nước và làm tăng đường kính lượn vòng. Trong khi một bánh lái lớn hơn có thể giúp đỡ, câu trả lời triệt để là phải thiết kế lại đuôi tàu. Chúng được báo cáo có xu hướng lật nghiêng khi tải nhẹ. Sàn tàu phẳng giúp có được một lườn tàu vững chắc nhưng cũng làm cho sàn tàu rất ướt nước.

## Chế tạo
Lớp Clemson được đưa ra phục vụ cùng Hải quân Hoa Kỳ từ năm 1919 đến năm 1922. Chúng được chế tạo bởi các hãng Newport News Shipbuilding & Dry Dock Company, New York Shipbuilding Corporation, William Cramp and Sons, Bethlehem Steel Corporation, Xưởng hải quân Mare Island, Xưởng hải quân Norfolk và Bath Iron Works, một số được chế tạo khá nhanh.

## Lịch sử hoạt động

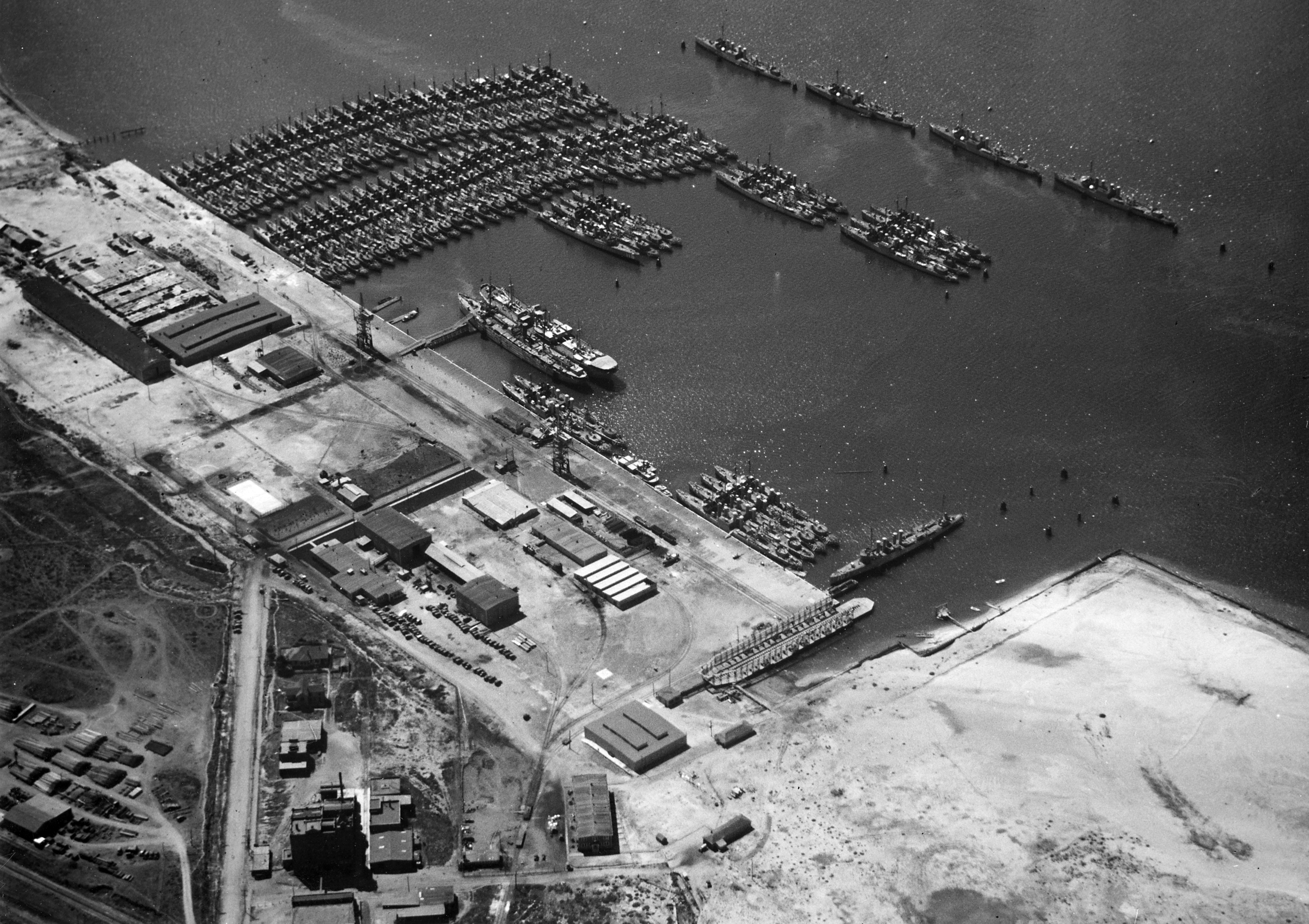
Bảy mươi bảy tàu khu trục "bốn ống khói" đang bị bỏ không tại San Diego, năm 1924.

Mười bốn chiếc trong lớp Clemson đã liên quan đến Thảm họa Honda Point vào năm 1923, trong đó bảy chiếc đã bị mất. Hầu hết những chiếc trong lớp đã không phục vụ trong chiến tranh, vì nhiều chiếc đã được cho ngừng hoạt động vào tháo dỡ vào năm 1930 trong khuôn khổ Hiệp ước Hải quân London. Đến năm 1936 chỉ còn lại khoảng 169 chiếc tàu khu trục sàn phẳng, gồm bốn chiếc lớp Caldwell và số còn lại thuộc các lớp Wickes và Clemson.
Khi Chiến tranh Thế giới thứ hai nổ ra, mười chín chiếc trong lớp Clemson đã được chuyển cho Hải quân Hoàng gia Anh Quốc theo Thỏa thuận đổi tàu khu trục lấy căn cứ, nơi chúng trở thành một phần của lớp tàu khu trục Town của Anh. Những chiếc khác được nâng cấp hoặc cải biến thành tàu vận chuyển cao tốc (APD) hoặc tàu tiếp liệu thủy phi cơ (AVD) và đã phục vụ suốt chiến tranh.
Đa số những chiếc còn phục vụ trong Thế Chiến II được tái trang bị với pháo 3 in (76 mm)/50 caliber đa dụng để bảo vệ phòng không tốt hơn. Những chiếc cải biến thành tàu tiếp liệu thủy phi cơ (AVD) có hai khẩu; những chiếc vận chuyển (APD), rải mìn (DM) và quét mìn (DMS) có ba khẩu; trong khi những chiếc giữ lại xếp loại như tàu khu trục được trang bị sáu khẩu. Số pháo 4 in (100 mm) Mark 9 góc thấp tháo dỡ từ các tàu khu trục được trang bị cho các tàu buôn tuần dương vũ trang để phòng thủ chống tàu ngầm. Trên những chiếc được cải biến thành tàu quét mìn, toàn bộ số ống phóng ngư lôi được tháo dỡ thay thế bằng thiết bị quét mìn.
Stewart bị đánh đắm tại Soerabaja vào ngày 2 tháng 3 năm 1942, sau khi Đông Ấn thuộc Hà Lan rơi vào tay Nhật Bản. Nó được người Nhật trục vớt, sửa chữa và cho hoạt động trở lại cùng Hải quân Đế quốc Nhật Bản như một tàu tuần tra. Nó bị Hoa Kỳ chiếm trở lại khi Thế Chiến II kết thúc. Ngoài ra, 17 tàu khu trục khác thuộc lớp Clemson đã bị mất trong chiến tranh.